# Jason Joseph
Jason Joseph (Basilea, 11 de octubre de 1998) es un deportista suizo que compite en atletismo, especialista en las carreras de vallas.
En los Juegos Europeos de Cracovia 2023 consiguió una medalla de oro en la prueba de 110 m vallas. Ganó una medalla de oro en el Campeonato Europeo de Atletismo en Pista Cubierta de 2023 y una medalla de bronce en el Campeonato Europeo de Atletismo de 2024. En el mitin de Roma de la Liga de Diamante de la temporada de 2025 consiguió una victoria en 110 vallas.

## Palmarés internacional
| Juegos Europeos                      | Juegos Europeos    | Juegos Europeos   | Juegos Europeos |
| Año                                  | Lugar              | Medalla           | Prueba          |
| ------------------------------------ | ------------------ | ----------------- | --------------- |
| 2023                                 | Chorzów (Polonia)  | Medalla de oro    | 110 m vallas    |
| Campeonato Europeo                   |                    |                   |                 |
| Año                                  | Lugar              | Medalla           | Prueba          |
| 2024                                 | Roma (Italia)      | Medalla de bronce | 110 m vallas    |
| Campeonato Europeo en Pista Cubierta |                    |                   |                 |
| Año                                  | Lugar              | Medalla           | Prueba          |
| 2023                                 | Estambul (Turquía) | Medalla de oro    | 60 m vallas     |